# Fahmida Riaz
Pour les articles homonymes, voir Riaz (homonymie).
Fahmida Riaz (en ourdou : فہمیدہ ریاض), née le 28 juillet 1946, morte le 21 novembre 2018, est une écrivaine, poétesse, militante des droits de l'homme et féministe ourdoue progressiste du Pakistan.
Elle est l'autrice de nombreux livres, dont Godaavari, Khatt-e Marmuz et Khana e Aab O Gil, la première traduction en vers du Masnavi de Jalaluddin Rumi du persan à l'ourdou. Autrice de plus de 15 livres de fiction et de poésie, elle est au centre de polémiques. Lorsque Badan Dareeda, son deuxième recueil de vers, est publié, elle est accusée d'utiliser des expressions érotiques et sensuelles. Les thèmes qui prévalent dans ses vers étaient jusque-là considérés comme tabous pour les femmes écrivains. Elle traduit aussi les œuvres de Shah Abdul Latif Bhitai et Shaikh Ayaz du Sindhi à l'ourdou. Fuyant la tyrannie religieuse du général Zia-ul Haq, Fahmida Riaz se réfugie en Inde et y passe sept ans,.
Les poèmes de son recueil Apna Jurm Sabit Hae reflètent l'expérience de sa patrie sous la dictature du général Zia-ul-Haq. De réputation, Fahmida Riaz côtoie Nazim Hikmet, Pablo Neruda, Jean-Paul Sartre et Simone de Beauvoir.

## Biographie

### Jeunesse, formation, famille
Fahmida Riaz est née le 28 juillet 1946 dans une famille littéraire de Meerut, en Inde britannique. Son père, Riaz-ud-Din Ahmed, est un éducateur impliqué dans la cartographie et le développement du système éducatif moderne pour la province de Sind. Sa famille s'installe dans la ville d'Hyderabad après le transfert de son père au Sind. Son père meurt quand elle a quatre ans, elle est alors élevée par sa mère. Elle apprend la littérature ourdoue et sindhi dans son enfance, puis elle appris le persan. Après avoir terminé ses études, elle commence à travailler comme présentatrice des informations pour Radio Pakistan.
Après avoir obtenu son diplôme universitaire, Fahmida Riaz est persuadée par sa famille de contracter un mariage arrangé. Elle passe quelques années au Royaume-Uni avec son premier mari, au cours desquelles elle travaille avec le service BBC Urdu (Radio). Elle obtient un diplôme en cinéma et a une fille. Quand ils divorcent, elle retourne au Pakistan. Elle a deux enfants de son deuxième mariage avec Zafar Ali Ujan, un homme politique de gauche.

### Travail et activisme progressiste au Pakistan
Fahmida Riaz travaille dans une agence de publicité dans la ville de Karachi avant de lancer sa propre publication en ourdou, Awaz. Son contenu libéral et politiquement engagé attire l'attention à l'époque de Zia. Fahmida Riaz et son mari Zafar sont accusés de divers crimes, le magazine est fermé et Zafar est emprisonné.
Au sujet de la censure, Riaz déclare qu'« il faut être totalement sincère dans son art et sans compromis. Il y a quelque chose de sacré dans l'art qui ne peut pas être violé. Il faut lire attentivement pour polir l'expression. J'ai lu le dictionnaire ourdou-hindi-anglais de Platts comme un livre de poèmes. J'adore les mots ».
Elle affirme aussi : « Le féminisme a tellement d'interprétations. Ce que cela signifie pour moi, c'est simplement que les femmes, comme les hommes, sont des êtres humains complets aux possibilités illimitées. Ils doivent parvenir à l'égalité sociale, tout comme les Dalits ou les Noirs américains. Dans le cas des femmes, c'est tellement plus complexe. Je veux dire, il y a le droit de marcher sur la route sans être harcelé. Ou être capable de nager, ou d'écrire un poème d'amour, comme un homme sans être considéré comme immoral. La discrimination est très évidente et très subtile, très cruelle et toujours inhumaine ».

### Exil en Inde
Fahmida Riaz se retrouve confrontée à des défis en raison de son idéologie politique. Plus de dix accusations pénales sont déposées contre elle pendant la dictature du général Zia-ul-Haq. Elle est accusée de sédition en vertu de l'article 124A du Code pénal pakistanais. Quand elle et son mari sont arrêtés, elle est sauvée par un admirateur de son travail avant d'être emmenée en prison, et s'enfuit en Inde avec sa sœur et ses deux petits enfants sous le prétexte d'une invitation de Mushaira. Son amie, la célèbre poète Amrita Pritam, s'est entretenue avec le Premier ministre Indira Gandhi au nom de Fahmida Riaz et en a obtenu l'asile politique.
Fahmida Riaz a des parents en Inde. Ses enfants y vont à l'école et son mari les rejoint à sa sortie de prison. La famille passe près de sept ans en exil avant de retourner au Pakistan après la mort de Zia-ul-Haq, à la veille de la réception de mariage de Benazir Bhutto. Pendant ce temps, Fahmida Riaz est poète en résidence à l'université Jamia Millia Islamia à Delhi ; c'est là qu'elle a appris à lire l'hindi. Elle a reçu un accueil chaleureux à son retour d'exil.
Le 8 mars 2014, sur fond de préoccupations croissantes concernant l'intolérance en Inde, Fahmida Riaz récite son poème « Tum bilkul hum jaisey nikley » lors d'un séminaire intitulé « Hum Gunahgaar Auratein». Le poème compare la montée de l'Hindutva en Inde et la montée du fondamentalisme islamique au Pakistan pendant le régime de Zia-ul-Haq.

### Décès
Fahmida Riaz meurt le 21 novembre 2018 à l'âge de 72 ans,,.

## Œuvres littéraires
Poésie
| Année | Titre                           |
| ----- | ------------------------------- |
| 1967  | Pathar ki Zaban                 |
| 1973  | Badan Darida                    |
|       | Kya Tum Poora Chand Na Dekho Ge |
|       | Mein Mitti Ki Moorat Hoon       |
|       | Ye Khana-e-Aab-O-Gil            |
| 2011  | Sab Laal-o-Guhar                |

Prose
| Année | Titre              |
| ----- | ------------------ |
| 2008  | Qafile Parindon Ke |

## Prix et reconnaissance
| An   | Récompenses                                             | Attribué par                     |
| ---- | ------------------------------------------------------- | -------------------------------- |
| 1998 | Hellman / Hammett Grant                                 | Human Rights Watch               |
| 2005 | Prix Al Muftah                                          |                                  |
|      | Prix Sheikh Ayaz de littérature: poésie                 | Gouvernement du Sindh            |
| 2010 | Prix de la fierté de la performance pour la littérature | Gouvernement du Pakistan         |
| 2014 | Prix Kamal-e-Fun,                                       | Académie des lettres du Pakistan |